# Omphalagria hemiochra
Omphalagria hemiochra là một loài bướm đêm trong họ Noctuidae.